# 新川洋司
新川 洋司（、1971年〈昭和46年〉12月25日 - ）日本のイラストレーター・アートディレクター。広島県出身。既婚。あだ名は「しんちゃん」。
コジマプロダクション所属。
株式会社コナミデジタルエンタテインメント開発チーム小島プロダクションが存在していた時は、コンテンツ室アートディレクターを務めていた。

## 来歴
京都精華大学卒業後、1994年にコナミに入社。イラストだけでなく、ゲームのデザインにも携わっている。作品ではラフスケッチのような水墨画タッチの画風が特徴である。10代の頃はアニメ雑誌などに自作イラストを投稿していた。代表作に、「メタルギアシリーズ」など。
ぺんてるの筆ペンを愛用している。
サイン会等でイラストを描くときは斜め横顔のスネークを描くことが多い。
影響を受けた作家としてイラストレーターの天野喜孝、漫画家の安彦良和、メカデザイナーの小林誠、コミック作家のエンキ・ビラルを挙げている。
筆ペンを愛用するようになったきっかけは安彦良和の影響があったためだと語っている。曰く、中学生の頃に漫画の描き方の本を読んでGペンを使ってはみたものの全く描けず、その頃に安彦の『アリオン』の描画に影響され、筆を使用。Gペンよりも使いやすかったこともあり、そのまま使うようになったという。

## 作品リスト

### コンピュータゲーム
- メタルギアシリーズ
  - メタルギア2 ソリッドスネーク（1990年）
  - メタルギアソリッド（1998年）
  - メタルギアソリッド インテグラル（1999年）
  - メタルギアソリッド2 サンズ・オブ・リバティ（2001年）
  - メタルギアソリッド3 スネークイーター（2004年）
  - メタルギアソリッド4 ガンズ・オブ・ザ・パトリオット（2008年）
  - メタルギアソリッド ピースウォーカー（2010年）
  - メタルギア ライジング リベンジェンス（2013年）
  - メタルギアソリッドV（2014年）
- ZONE OF THE ENDERSシリーズ
  - ZONE OF THE ENDERS Z.O.E（2001年） - メカニックデザイン
  - ANUBIS ZONE OF THE ENDERS（2003年） - メカニックデザイン
- 風雲 新撰組（2004年）
- 武装神姫 BATTLE MASTERS Mk.2（2011年） - ブラックドラゴン型MMS ジャスティス、ミミックデザイン
- コール オブ デューティ ブラックオプス3 ゾンビ・クロニクルズ（2015年）
- デス・ストランディング（2019年） - アートディレクション[1]
- LEFT ALIVE（2019年） - キャラクターデザイン
- DEATH STRANDING 2: ON THE BEACH　(2025年） - アートディレクション

### 映像作品
- ゴジラ FINAL WARS（2004年） - 新・轟天号、地球防衛軍デザイン[2][1]
- パシフィック・リム（2013年） - ポスターイラスト

### その他
- ゴジラ対エヴァンゲリオン（2016年） - NERV 対G専用決戦兵器 紫龍 試作初号機デザイン
- フレームアームズ - フレームアームズ及びフレームアームズ・ガール　白虎デザイン[7]
- ワンダーウーマン - ワンダーウーマン アンソロジー表紙[8]